# Bourreria venosa
Bourreria venosa är en strävbladig växtart som först beskrevs av John Miers, och fick sitt nu gällande namn av William Thomas Stearn. Bourreria venosa ingår i släktet Bourreria och familjen strävbladiga växter. Inga underarter finns listade i Catalogue of Life.